# マルイチグループ

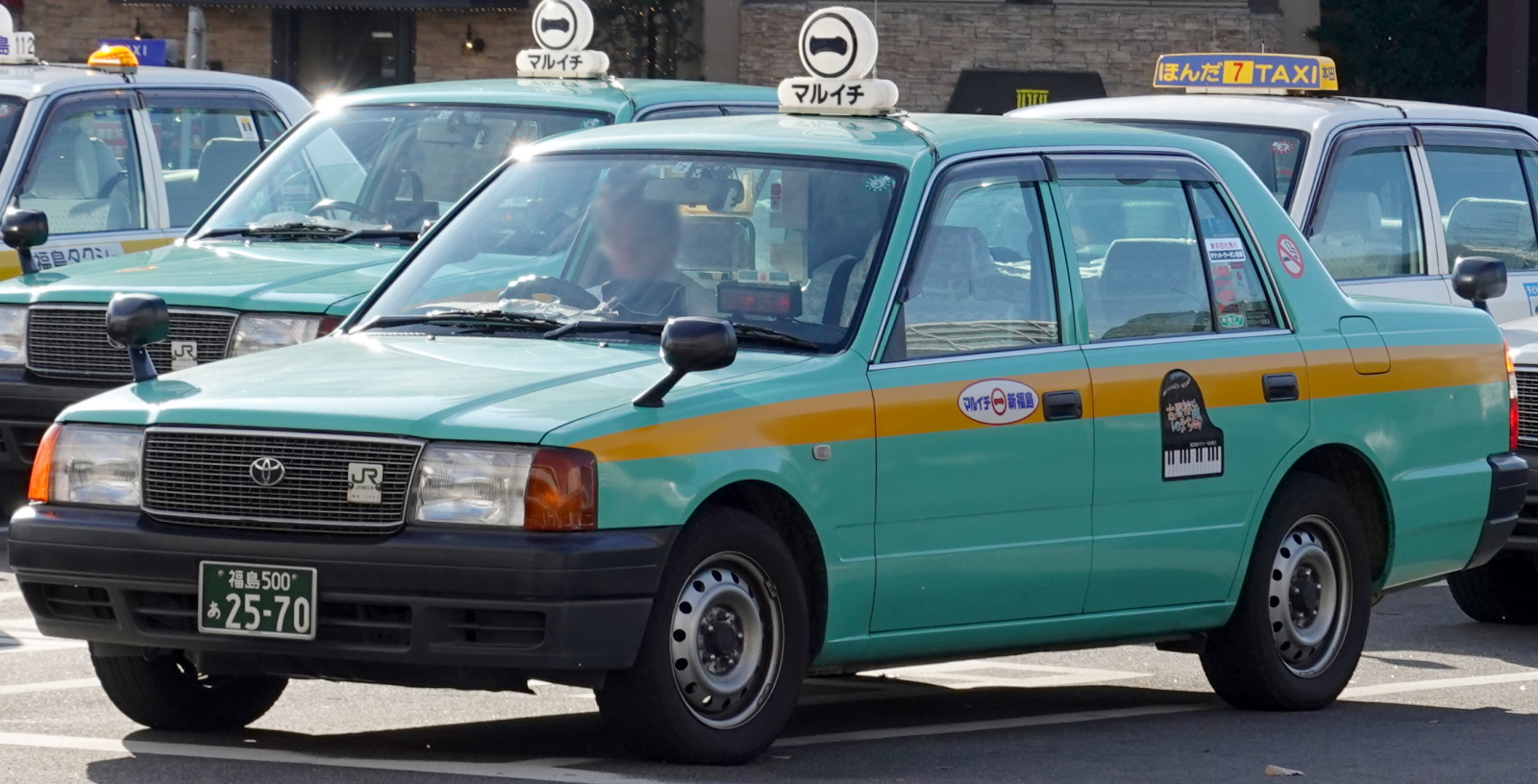
マルイチグループのタクシー
（マルイチ新福島自動車）

マルイチグループは、福島県郡山市のマルイチグループNCビルに本部を置く、根本石油株式会社、バス・タクシー事業、コンピューター販売などの企業グループである。

## 沿革
- 1924年 - 根本弥一が「根本商店」創業。
- 1960年 - 郡山市に「有限会社根本商店」設立。
- 1960年 - 郡山市に「有限会社根本石油店」設立。
- 1970年 - 郡山市の「ひかりタクシー株式会社」を継承。
- 1972年 - 郡山市に「根本観光開発株式会社」設立。
- 1972年 - 「有限会社根本酒店」を「根本酒販株式会社」に組織変更。
- 1974年 - 会津若松市の「白虎タクシー株式会社」を継承。
- 1975年 - 郡山市の「扇屋プロパンガス販売株式会社」を継承し、「開進ガス株式会社」に社名変更。
- 1979年 - 白河市の「光タクシー株式会社」を継承。
- 1979年 - 田村郡三春町の「武田自動車株式会社」を継承。
- 1981年 - 耶麻郡塩川町の「塩川タクシー株式会社」を継承。
- 1981年 - 郡山市に「福菱コンピュータ販売株式会社」設立。
- 1982年 - いわき市の「旭タクシー株式会社」を継承。
- 1984年 - いわき市の「四倉ハイヤー有限会社」を継承。「四倉マルイチタクシー有限会社」に社名変更。
- 1984年 - 「根本観光開発株式会社」の本社を移転。「マルイチ商事株式会社」と社名変更。
- 1986年 - 「根本グループ」から「マルイチグループ」に総称変更。
- 1986年 - いわき市の「小名浜タクシー有限会社」を継承し、「マルイチ小名浜タクシー有限会社」に社名変更。
- 1989年 - いわき市の「マルイチ小松タクシー株式会社」を継承。
- 1992年 - 福島市の「清水交通株式会社」を継承し、「株式会社マルイチ福島交通」に社名変更。
- 1992年 - 福島市の「シノブ自動車株式会社」を継承し、「マルイチ新福島自動車株式会社」に社名変更。
- 1996年 - 白河市の「株式会社白河石油」を継承。

## グループ企業

### 燃料販売
- 根本石油株式会社

本社/福島県郡山市安積2-37
- 開進ガス株式会社

本社/福島県郡山市開成2-23-19
- 株式会社白河石油（1996年継承）

本社/福島県白河市老久保162-1
- マルイチ商事株式会社

本社/福島県郡山市七ツ池町264

### コンピューター関連
- 福菱コンピュータ販売株式会社

本社/福島県郡山市安積2-37
- ドコモショップ南郡山店

福島県郡山市安積2-37
- ドコモショップ白河店

福島県白河市昭和町160-1

### 飲食関連
- 根本酒販株式会社

本社/福島県郡山市安積2-14
- 有限会社フードネットワーク

本社/福島県郡山市安積2-14

### バス・タクシー会社
- ひかりタクシー株式会社 （1970年継承）
- マルイチ三春自動車株式会社 （1979年継承）
- 光タクシー株式会社 （1979年継承）
- 白虎タクシー株式会社 （1974年継承）
- 塩川タクシー株式会社 （1981年継承）
- 旭タクシー株式会社 （1982年継承）
- 株式会社小松タクシー （1989年継承）
- マルイチ小名浜タクシー有限会社 （1986年継承）
- 四倉マルイチタクシー有限会社 （1984年継承）
- 株式会社マルイチ福島交通 （1992年継承）
- マルイチ新福島自動車株式会社 （1992年継承）
- マルイチ平和タクシー有限会社
- マルイチ新石川タクシー有限会社
- マルイチ新つばさタクシー有限会社
- マルイチ牡丹タクシー有限会社
- マルイチ観光バス事業部